# Finales de la NBA de 1973
Las Finales de la NBA de 1973 fueron las series definitivas de los playoffs de 1973 y suponían la conclusión de la temporada 1972-73 de la NBA, con victoria de New York Knicks, campeón de la Conferencia Este, sobre Los Angeles Lakers, campeón de la Conferencia Oeste. Por tercera vez en las últimas cuatro temporadas se encontraban ambos equipos en las Finales, siendo ésta un calco de la anterior, pero totalmenta a la inversa, ganando los Lakers el primer partido y cayendo derrotado en los cuatro siguientes. Sería la última ocasión en la que los Lakers llegarían a la final hasta 1980. Los Knicks tuvieron que esperar hasta 1994 para repetir aparición en la lucha por el título.

## Resumen
| Partido | Fecha      | Equipo local | Resultado | Equipo visitante |
| ------- | ---------- | ------------ | --------- | ---------------- |
| 1       | 1 de mayo  | Los Angeles  | 115-112   | New York         |
| 2       | 3 de mayo  | Los Angeles  | 95–99     | New York         |
| 3       | 6 de mayo  | New York     | 87–83     | Los Angeles      |
| 4       | 8 de mayo  | New York     | 103–98    | Los Angeles      |
| 5       | 10 de mayo | Los Angeles  | 93-102    | New York         |

Knicks gana las series 4-1

## Enfrentamientos en temporada regular
Durante la temporada regular, los Lakers y los Knicks se vieron las caras en cuatro ocasiones (la liga la formaban entonces 17 equipos), jugando dos encuentros en el Madison Square Garden y otros dos en The Forum. Ambos equipos consiguieron dos victorias cada uno, una como local y otra como visitante.
| 14 de octubre | Los Angeles Lakers | 100–125 | New York Knicks |                                             |
|               |                    |         |                 |                                             |
|               |                    |         |                 | Pabellón: Madison Square Garden, Nueva York |

| 19 de enero | New York Knicks | 88–95 | Los Angeles Lakers |                                  |
|             |                 |       |                    |                                  |
|             |                 |       |                    | Pabellón: The Forum, Los Ángeles |

| 6 de febrero | Los Angeles Lakers | 95–90 | New York Knicks |                                             |
|              |                    |       |                 |                                             |
|              |                    |       |                 | Pabellón: Madison Square Garden, Nueva York |

| 16 de marzo | New York Knicks | 109–98 | Los Angeles Lakers |                                  |
|             |                 |        |                    |                                  |
|             |                 |        |                    | Pabellón: The Forum, Los Ángeles |

## Resumen de los partidos
Tanto los Lakers como los Knicks llegaban a las finales marcados por la edad de sus figuras clave. Por parte del equipo californiano, Wilt Chamberlain tenía ya 36 años, mientras que Jerry West estaba a punto de cumplir 35. En la primera ronda de los playoffs se encontraron con unos Chicago Bulls que llevaron la eliminatoria al séptimo partido, donde ganaron por tan solo 3 puntos. Más fácil lo tuvieron en la final de la Conferencia Oeste, deshaciéndose de los Golden State Warriors por un cómodo 4-1.
Por su parte, en los Knicks casi todo su equipo titular, Dave DeBusschere, Willis Reed, Bill Bradley y Jerry Lucas, rondaba o sobrepasaba la treintena. Lucas había llegado al equipo el año anterior junto con Earl "The Pearl" Monroe con la intención de lograr un título que se les resistía. Tras deshacerse fácilmente en primera ronda de los Baltimore Bullets, en las finales de la Conferencia Este se encontraron con unos Boston Celtics que habían hecho una temporada regular fantástica, con 68 victorias y tan solo 14 derrotas. La serie se resolvió en el séptimo encuentro, con Walt Frazier como protagonista al anotar 25 puntos, llevando a su equipo a una victoria por 93-78.

### Partido 1
| 1 de mayo                          | New York Knicks                                                     | 112–115              | Los Angeles Lakers                                                   | |  |  |
|                                    | Parciales: 26–29, 23–30, 30–36, 33–20                               |                      |                                                                      | |  |  |
|                                    | Estadísticas Dave DeBusschere 25 Dave DeBusschere 16 Walt Frazier 8 | Reporte Pts Reb Asts | Estadísticas Gail Goodrich 30 Wilt Chamberlain 20 Wilt Chamberlain 6 | Pabellón: The Forum, Inglewood, California Asistencia: 17,505 espectadores Árbitros: Mendy Rudolph, Jack Madden |  |  |
| Los Angeles lidera las series, 1–0 |                                                                     |                      |                                                                      | |  |  |
|                                    |                                                                     |                      |                                                                      | |  |  |

Tras acabar las finales de conferencia el domingo 29 de abril, los Knicks pidieron que las finales comenzaran en miércoles en lugar del martes, a lo cual los Lakers se negaron. Llegaron cansados al partido, y se encontraron con un equipo inspirado, con Chamberlain colocando 7 tapones y el otro 7 pies del equipo, Mel Counts capturando 9 rebotes. Los Lakers eran dueños del juego interior y salían rápidos al contraataque, anotando 26 puntos de esa manera en la primera mitad, llegando a tener una ventaja de 20 puntos.
Los Knicks mejoraron en la segunda parte. West, que había anotado 24 puntos, seiba al banquillo por faltas a falta de 3 minutos, mientras que Bill Bradley no paraba de anotar desde media distancia. Se colocaron a solo 3 puntos, 115-112, pero Erickson cogió un rebote decisivo en defensa, manteniendo el balón para dar la primera victoria a los Lakers.

### Partido 2
| 3 de mayo             | New York Knicks                                                          | 99–95                | Los Angeles Lakers                                                       | |  |  |
|                       | Parciales: 24–23, 26–23, 26–26, 23–23                                    |                      |                                                                          | |  |  |
|                       | Estadísticas Bill Bradley 26 DeBusschere, Reed 9 cada uno Bill Bradley 4 | Reporte Pts Reb Asts | Estadísticas Jerry West 32 Wilt Chamberlain 20 West, Goodrich 5 cada uno | Pabellón: The Forum, Inglewood, California Asistencia: 17,505 espectadores Árbitros: Jake O'Donnell, Ed Rush |  |  |
| Series empatadas, 1–1 |                                                                          |                      |                                                                          | |  |  |
|                       |                                                                          |                      |                                                                          | |  |  |

En el segundo encuentro los Knicks ralentizaron el juego evitando así los rápidos contraataques de los Lakers, realizando una gran labor defensiva. Llegaron al último cuarto con una ventaja de 10 puntos, pero Los Angeles apretaron en los últimos minutos. Solo cuando Jim McMillian falló dos tiros libres a falta de 24 segundos vieron la victoria asegurada. Los Knicks empataban la serie con un triunfo por 99-95, poniendo a su favor el factor cancha.

### Partido 3
| 6 de mayo                       | Los Angeles Lakers                                                   | 83–87                | New York Knicks                                               | |  |  |
|                                 | Parciales: 24–26, 23–18, 13–25, 23–18                                |                      |                                                               | |  |  |
|                                 | Estadísticas Jim McMillian 22 Wilt Chamberlain 13 Wilt Chamberlain 5 | Reporte Pts Reb Asts | Estadísticas Willis Reed 22 Dave DeBusschere 11 Earl Monroe 6 | Pabellón: Madison Square Garden, New York City, New York Asistencia: 19,694 espectadores Árbitros: Jack Madden, Don Murphy |  |  |
| New York lidera las series, 2–1 |                                                                      |                      |                                                               | |  |  |
|                                 |                                                                      |                      |                                                               | |  |  |

La serie se trasladaba al Madison Square Garden de Nueva York, y pudo ser una debacle para los Knicks, ya que entre Bradley y DeBusschere solo anotaron 8 de 27 lanzamientos a canasta. Pero el equipo se esforzó en defensa, permitiendo únicamente 3 lanzamientos a canasta a Chamberlain, mientras que West estaba con molestias en los tendones. Reed, y sobre todo Monroe fueron claves en el equipo neoyorquino, anotando este último 21 puntos, 9 de ellos en el último cuarto, para dar la victoria a su equipo 87-83.

### Partido 4
| 8 de mayo                       | Los Angeles Lakers                                                         | 98–103               | New York Knicks                                                     | |  |  |
|                                 | Parciales: 16–29, 28–26, 25–27, 29–21                                      |                      |                                                                     | |  |  |
|                                 | Estadísticas West, Goodrich 23 cada uno Wilt Chamberlain 19 Bill Bridges 7 | Reporte Pts Reb Asts | Estadísticas Dave DeBusschere 33 Dave DeBusschere 14 Walt Frazier 8 | Pabellón: Madison Square Garden, New York City, New York Asistencia: 19,694 espectadores Árbitros: Mendy Rudolph, Darell Garretson |  |  |
| New York lidera las series, 3–1 |                                                                            |                      |                                                                     | |  |  |
|                                 |                                                                            |                      |                                                                     | |  |  |

DeBusschere inició el cuarto partido de forma extraordinaria, anotando 11 de 15 lanzamientos en la primera mitad, pero el partido llegó igualado al final. Con 48 segundos por jugar y los Knicks 2 arriba, Bradley falló su lanzamiento. Chamberlain y Reed lucharon por el rebote, pero el balón salió despedido llegando a las manos de DeBusschere, recibiendo la falta de Wilt. Los tiros libres anotados pusieron el marcador 103-98 que ya no se movería hasta el final, poniendo la eliminatoria 3-1 para los Knicks.

### Partido 5
| May 10                        | New York Knicks                                                        | 102–93               | Los Angeles Lakers                                             | |  |  |
|                               | Parciales: 23–16, 16–25, 32–18, 31–34                                  |                      |                                                                | |  |  |
|                               | Estadísticas Earl Monroe 23 Willis Reed 12 Frazier, Bradley 5 cada uno | Reporte Pts Reb Asts | Estadísticas Gail Goodrich 28 Wilt Chamberlain 21 Jerry West 4 | Pabellón: The Forum, Inglewood, California Asistencia: 17,505 espectadores Árbitros: Don Murphy, Darell Garretson |  |  |
| New York gana las series, 4–1 |                                                                        |                      |                                                                | |  |  |
|                               |                                                                        |                      |                                                                | |  |  |

La serie regresaba al Forum con todo en contra para los Lakers. El quinto partido fue nuevamente duro en defensa, y se mantuvo igualado hasta el final del tercer cuarto. DeBusschere estaba fuera por una lesión en la rodilla, pero fue nuevamente Monroe el que, con 8 puntos en los últimos dos minutos, diese la victoria a su equipo por 102-93, consiguiendo el segundo anillo de la historia de los Knicks. Fue el último partido de Wilt Chamberlain en la liga.